# Black Clouds & Silver Linings
Black Clouds & Silver Linings (englisch für „Schwarze Wolken und Silberstreifen“) ist das zehnte Studioalbum der US-amerikanischen Progressive-Metal-Band Dream Theater. Das Album ist in Europa am 19. Juni 2009 erschienen, in Amerika am 23. Juni. Es ist nach dem 2007 erschienenen Systematic Chaos das zweite Dream-Theater-Album, das bei Roadrunner Records veröffentlicht wurde, und das letzte mit Mike Portnoy vor seinem Ausstieg 2010.
Produziert wurde dieses Album von Schlagzeuger Mike Portnoy und Gitarrist John Petrucci, die Abmischung hat Paul Northfield übernommen.

## Hintergrund
Dream Theater begann die Arbeit am Album im Oktober 2008. Im November 2008 beschrieb Mike Portnoy Black Clouds & Silver Linings als „ein (Dream-Theater-)Album mit „A Change of Seasons“, „Octavarium“, „Learning to Live“, „Pull Me Under“ und „The Glass Prison“ … alles auf einem Album.“
Das Lied „The Shattered Fortress“ bildet laut Portnoy den Abschluss der „Alcoholics Anonymous Suite“, in der Portnoy textlich seine Erfahrungen mit der Alkoholsucht und den Anonymen Alkoholikern beschreibt. Außerdem hat Portnoy noch für das Lied „The Best of Times“, welches von seinem Vater handelt, der im Januar 2009 während den Albumsessions verstorben ist, den Text geschrieben. Die restlichen Texte wurden allesamt von John Petrucci verfasst.
Das Cover wurde laut Portnoy erneut von Hugh Syme gestaltet.

## Versionen
Black Clouds & Silver Linings ist in drei verschiedenen Versionen erhältlich. Zum einen in einer Standard-Version, die es auch als Vinyl-LP gibt, die jeweils die sechs Albumstücke enthält. Außerdem gibt es eine „3-Disc Special Edition“, der zusätzlich das Album in einer Instrumentalversion beiliegt. Als dritte CD gibt es als Bonus ein Coveralbum mit Stücken, die im Original von anderen Interpreten aufgenommen wurden. Weiterhin gab es noch eine weitere limitierte „Deluxe Collector's Edition“, welche zusätzlich zur darin enthaltenen „3-Disc Special Edition“ das Album nochmals auf zwei Vinyl-LPs enthält. Zudem finden sich in dieser Sammleredition ein Mousepad, Lithografien mit dem Artwork und eine DVD, auf welcher sich jede einzelne Instrumentenstimme separat befindet. Auf diese Exemplare wurden zufällig 100 Meet-and-Greet-Karten sowie 100 signierte Lithografien von Hugh Syme verteilt.

## Titelliste

### Album
1. A Nightmare to Remember (John Petrucci, Mike Portnoy, John Myung, Jordan Rudess/John Petrucci) – 16:10
2. A Rite of Passage (John Petrucci, Mike Portnoy, John Myung, Jordan Rudess/John Petrucci, Mike Portnoy) – 8:35
3. Wither (John Petrucci) – 5:25
4. The Shattered Fortress (John Petrucci, Mike Portnoy, John Myung, Jordan Rudess/John Petrucci, Mike Portnoy) – 12:49
  1. X. Restraint
  2. XI. Receive
  3. XII. Responsible
5. The Best of Times (John Petrucci, Mike Portnoy, John Myung, Jordan Rudess/John Petrucci, Mike Portnoy) – 13:07
6. The Count of Tuscany (John Petrucci, Mike Portnoy, John Myung, Jordan Rudess/John Petrucci) – 19:16

### Disc 2:Uncovered 2008/2009(nur „3-Disc Special Edition“)
1. Stargazer (Ronnie James Dio, Ritchie Blackmore) – 8:10 (Originalinterpret: Rainbow)
2. Tenement Funster/Flick of the Wrist/Lily of the Valley (Roger Taylor, Freddie Mercury) – 8:17 (Originalinterpret: Queen)
3. Odyssey (Dixie Dregs) – 7:59 (Originalinterpret: Dixie Dregs)
4. Take Your Fingers from My Hair (Randy Jackson) – 8:18 (Originalinterpret: Zebra)
5. Larks’ Tongues in Aspic, Part Two (Robert Fripp) – 6:30 (Originalinterpret: King Crimson)
6. To Tame a Land (Steve Harris) – 7:15 (Originalinterpret: Iron Maiden)

### Disc 3:Instrumental Mixes(nur „3-Disc Special Edition“)
1. A Nightmare to Remember (John Petrucci, Mike Portnoy, John Myung, Jordan Rudess) – 15:39
2. A Rite of Passage (John Petrucci, Mike Portnoy, John Myung, Jordan Rudess) – 8:36
3. Wither (John Petrucci) – 5:29
4. The Shattered Fortress (John Petrucci, Mike Portnoy, John Myung, Jordan Rudess) – 12:47
  1. X. Restraint
  2. XI. Receive
  3. XII. Responsible
5. The Best of Times (John Petrucci, Mike Portnoy, John Myung, Jordan Rudess) – 13:20
6. The Count of Tuscany (John Petrucci, Mike Portnoy, John Myung, Jordan Rudess) – 18:48

## Tournee
Mitte Juni 2009 startete die Tour zum Support des Albums in Europa. Im Juli/August startete die zweite Progressive-Nation-Tour, zusammen mit Zappa Plays Zappa. Als Teil des Line-Ups waren außerdem Pain of Salvation und Beardfish vorgesehen, die ihre Teilnahme jedoch kurzfristig aufgrund des Bankrotts ihres Labels zurückziehen mussten. Ersetzt wurden sie durch Bigelf sowie Scale the Summit. Des Weiteren fand im Oktober/November die Progressive-Nation-Konzertreihe erstmals in Europa statt. (Lineup: Dream Theater, Opeth, Bigelf und Unexpect)